# Szpital Specjalistyczny im. Jędrzeja Śniadeckiego w Nowym Sączu
Szpital Specjalistyczny im. Jędrzeja Śniadeckiego w Nowym Sączu – szpital w Nowym Sączu mieszczący się przy ul. Młyńskiej 10.

## Historia[1]
Budowę szpitala rozpoczęto w 1905, a rok później obiekt został oddany do użytku.
W 1906 szpital dysponował 92 łóżkami i posiadał cztery oddziały:
- Oddział Chirurgiczny
- Oddział Wewnętrzny
- Oddział Położniczy
- Oddział Zakaźny

### Okres międzywojenny
W latach 1933–1934 szpital rozbudowywano, czego efektem było 40 łóżek zakaźnych i 20 na potrzeby gruźlicy. W latach 1936–1939 dobudowano piętrowy budynek administracyjno-gospodarczy.
W 1938 szpital przybrał nazwę Szpitala Powszechnego i był administrowany oraz finansowany przez władze powiatowe. W 1939 było w nim 180 łóżek przy rocznym średnim obłożeniu 133 łóżek.

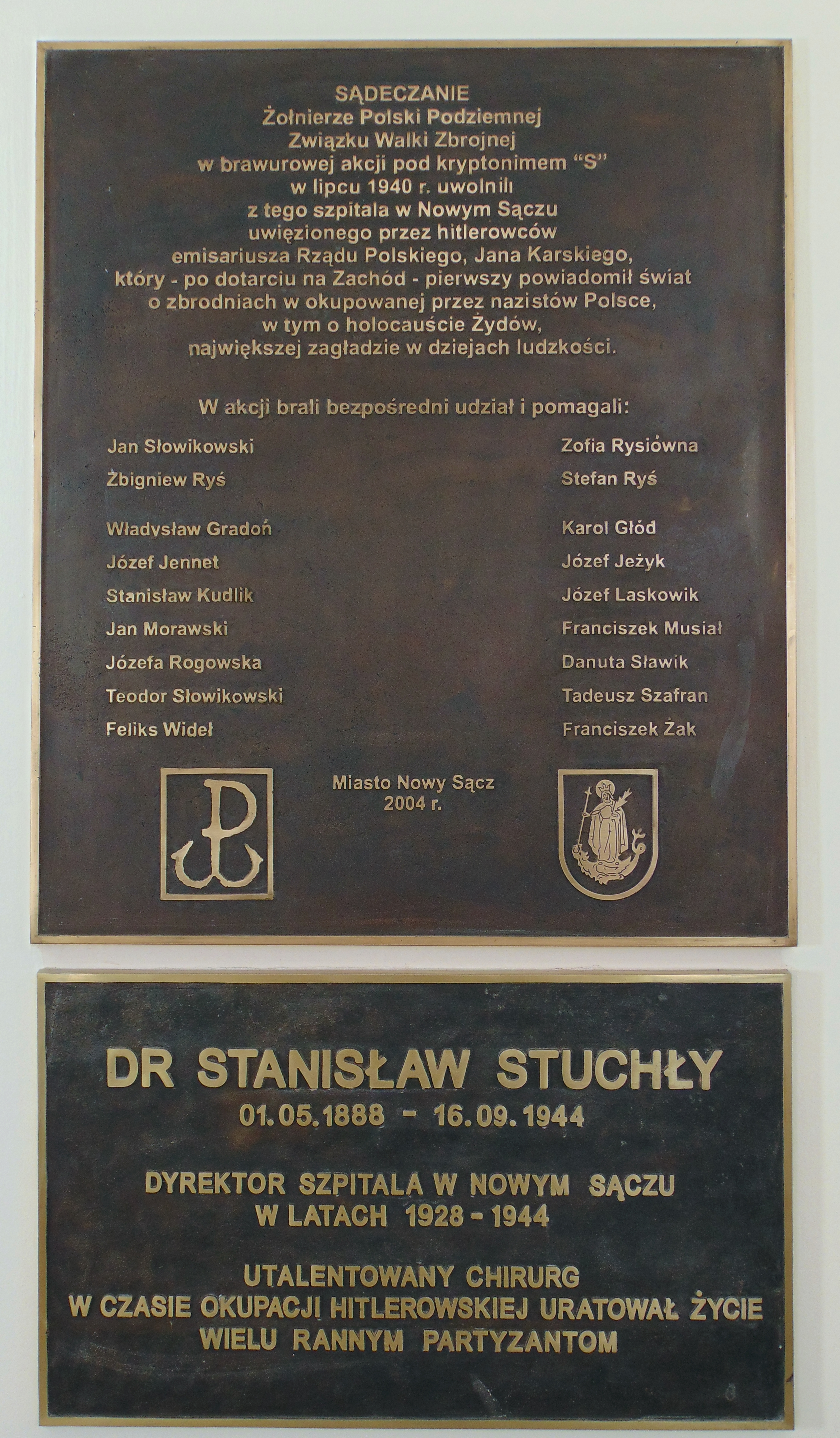
Tablice upamiętniająca w szpitalu

### Okupacja niemiecka
Podczas okupacji niemieckiej lekarze, pielęgniarki oraz dyrektor szpitala nieśli pomoc ofiarom wojny, rannym polskim żołnierzom, oficerom  oraz członkom ruchu oporu. 
Dyrektor szpitala dr Stanisław Stuchły współpracował  z organizacją niepodległościową Związku Walki Zbrojnej. Umożliwił przeprowadzenie akcji wykradzenia ze szpitalnego oddziału pacjenta  pod specjalnym  nadzorem Gestapo Emisariusza Rządu Polskiego Jana Karskiego
.

### Okres powojenny
Pod koniec lata 1949 szpital stał się jednostką budżetową i zmienił nazwę na Szpital Miejski, a w roku 1953 otrzymał imię Jędrzeja Śniadeckiego.
Wskutek przeprowadzonej modernizacji szpital posiadał siedem oddziałów:
- Oddział Ginekologiczno–położniczy
- Oddział Noworodków
- Oddział Pediatryczny
- Oddział Chorób wewnętrznych
- Oddział Laryngologicznych
- Oddział Zakaźny
- Oddział Gruźliczy
- Oddział Chirurgiczny

Po przekazaniu przez władze miasta zabytkowego dworku w Dąbrowie koło Nowego Sącza, który zaadaptowano dla potrzeb oddziału gruźliczego, szpital dysponował w 1950, 278 łóżkami. Rozpoczęta w tym samym roku rozbudowa skrzydła szpitala wzdłuż budynku głównego pozwoliła uzyskać 170 dodatkowych łóżek, powstał również budynek administracyjny, którego część wykorzystano na pracownie bakteriologiczną. W kolejnych latach uruchomiono takie oddziały jak: chirurgia urazowa, anestezjologia, urologia, z oddziału zakaźnego wydzielono oddział gruźliczy, oddział chorób wewnętrznych podzielono na dwa oddziały.
W latach 1950–1952 szpital otrzymał gospodarstwo rolne w Nowym Sączu, Falkowej oraz w Dąbrowie o powierzchni 47,5 ha, co zapewniło stałe zaopatrzenie w owoce, jarzyny i częściowo w mięso. W 1969 zapoczątkowano kolejne inwestycje. Powstało m.in. 5-kondygnacyjne skrzydło budynku głównego oraz wiele pomieszczeń zaplecza szpitalnego, kuchnia, pralnia, kotłownia oraz centralna tlenownia.
W 1965 szpital zatrudniał 32 lekarzy medycyny, 18 stażystów i lekarza dentystę, oraz 60 pielęgniarek. W kolejnych latach liczba osób pracujących systematycznie wzrastała. W roku 1970 zatrudnionych było 36 lekarzy i 123 pielęgniarki, w tym 100 o pełnych kwalifikacjach.
W 1975 Szpital Miejski otrzymał status Wojewódzkiego Szpitala Zespolonego oraz pełnił również funkcję Zakładu Opieki Zdrowotnej dla Nowego Sącza, Starego Sącza oraz 11 gmin. Opiekę podstawową sprawowały od 1977 trzy miejskie przychodnie, które udzielały również pomocy ludności wiejskiej najbliższych gmin.
W 1976 szpital posiadał 12 oddziałów:
- Oddział Chorób wewnętrznych
- Oddział Chirurgii ogólnej
- Oddział Chirurgii urazowej
- Oddział Ginekologiczno–położniczy
- Oddział Pediatryczny
- Oddział Noworodków
- Oddział Neurologiczny
- Oddział Laryngologiczny
- Oddział Urologiczny
- Oddział Zakaźny
- Oddział Gruźliczy
- Oddział Intensywnej opieki medycznej

W kolejnych latach powstały kolejne oddziały:
- Oddział intensywnego nadzoru kardiologicznego
- Oddział chirurgii dziecięcej
- Stacja dializ z nefrologią

W latach 1976–1989 wrosła liczba miejsc o kolejnych 61 łóżek, a oddany do użytku w 1990 r. nowy budynek dla oddziału ginekologiczno-położniczego pozwolił na wzrost ilości miejsc do 689.

### Obecnie
W styczniu 1999 szpital przemianowano na Samodzielny Publiczny Zakładem Opieki Zdrowotnej im. Jędrzeja Śniadeckiego, którego organem założycielskim jest Województwo Małopolskie jako jednostka samorządu terytorialnego. Placówka posiada drugi poziom referencyjności. W 2002 roku szpital został przyjęty do Krajowej Sieci Szpitali Promujących Zdrowie. W 2004 szpital po raz kolejny zmienił nazwę na Szpital Specjalistyczny im. Jędrzeja Śniadeckiego w Nowym Sączu. Szpital posiada lądowisko przy ulicy ul. Bulwar Narwiku dla śmigłowców.

## Oddziały szpitalne[3]
Obecnie szpital posiada:
- 8 oddziałów zabiegowych (w tym dwa onkologiczne)
- 12 oddziałów zabiegowych (w tym trzy onkologiczne)
- Blok Operacyjny (kier. Liliana Pawlik[4])
- Szpitalny Oddział Ratunkowy (ord. lek. Andrzej Bierówka[4])
- 17 poradni specjalistycznych
- 5 pracowni diagnostycznych
- 5 pracowni laboratoryjnych

Ponadto świadczy Nocną i Świąteczną Ambulatoryjną Opiekę Medyczną na I piętrze w budynku Onkologii przy ul. Młyńskiej 5.
Oddziały zabiegowe:
- Oddział Chirurgii Urazowo-Ortopedycznej (ord. lek. Wojciech Stąporek[4])
- Oddział Chirurgii Ogólnej i Naczyniowej (ord. lek. Jacenty Bonarski[4])
- Oddział Chirurgiczny dla Dzieci (ord. lek. Andrzej Krupa[4])
- Oddział Otolaryngologiczny (ord. lek. Tadeusz Bielak[4])
- Oddział Urologiczny (ord. dr n. med. Maciej Fortuna[4])
- Oddział Ginekologiczno-Położniczy (ord. lek. Mariusz Rąbalski[4])

- Oddział onkologiczny:
  - Oddział Ginekologii-Onkologicznej (ord. lek. Radosław Kosobucki[4])
  - Oddział Chirurgii Onkologicznej (ord. dr n. med. Waldemar Dutkiewicz[4])

Oddziały niezabiegowe:
- Oddział Neurologiczny (ord. lek. Anna Węgrzyn[4])
- Oddział Pediatryczny (ord. dr n. med. Beata Jakubowska-Zając[4])
- Oddział Pulmonologii (ord. lek. Jolanta Potoczek[4])
- Oddział Psychiatryczny (ord. lek. Artur Broda[4])
- Oddział Chorób Wewnętrznych (ord. lek. Joanna Jankowiak[4])
- Oddział Internistyczno-Kardiologiczny (ord. lek. Marta Niemiec[4])
- Oddział Neonatologiczny z Intensywną Terapią (ord. dr n. med. Andrzej Kubik[4])
- Oddział Chorób Zakaźnych (ord. lek. Ewa Szczypuła[4])
- Oddział Anestezjologii i Intensywnej Terapii (ord. lek. Antoni Kręcichwost[4])

- Oddział onkologiczny:
  - Oddział Hematologiczny (ord. dr n. med. Szymon Fornagiel[4])
  - Oddział Radioterapii (ord. dr n. med. Paweł Dymek[4])
  - Oddział Onkologii Klinicznej (ord. lek. Robert Bakalarz[4])

## Poradnie specjalistyczne[5]
- Poradnia Alergologiczna
- Poradnia Chirurgiczna dla Dzieci
- Poradnia Chirurgii Ogólnej
- Poradnia Chirurgii Urazowo-Ortopedycznej
- Poradnia Chirurgii Onkologicznej
- Poradnia Diabetologiczna
- Oddział Dzienny Psychiatryczny
- Poradnia Ginekologiczno-Położnicza
- Poradnia Hematologiczna
- Poradnia Kardiologiczna
- Poradnia Leczenia Bólu
- Poradnia Nefrologiczna
- Poradnia Neurologiczna
- Poradnia Onkologiczna
- Poradnia Otolaryngologiczna
- Poradnia Preluksacyjna
- Poradnia Pulmonologiczna

## Diagnostyka obrazowa[6]
- Pracownia Mammografii
- Pracownia Tomografii Komputerowej
- Pracownia Ultrasonografii
- Pracownie Rentgenodiagnostyki
- Zakład Medycyny Nuklearnej

## Laboratorium diagnostyczne[7]
- Punkt Pobrań Laboratoryjnych
- Pracownia Diagnostyki Laboratoryjnej
- Pracownia Cytologii
- Pracownia Mikrobiologii
- Pracownia Serologii Transfuzjologicznej z Bankiem Krwi